# Paragus serratiparamerus
Paragus serratiparamerus är en tvåvingeart som beskrevs av Li 1990. Paragus serratiparamerus ingår i släktet stäppblomflugor, och familjen blomflugor. Inga underarter finns listade i Catalogue of Life.